# Острув (Мышкувский повет)
Острув (пол. Ostrów) — деревня в Польше на территории городско-сельской гмины Жарки Мышкувского повета Силезского воеводства. В XX веке площадь интенсивной работы железорудной промышленности.
В 1936—1945 годах рядом с деревней действовала шахта железной руды под названием «Жарки-I». В 1942 году в периоде немецкой оккупации Польши была введёна в эксплуатацию шахта «Жарки-II», которая действовала до 1951 года. Кроме того, в годы 1948—1960 годах действовала шахта «Жарки-III» и в 1955—1975 годах шахта «Жарки-IV».
С 1975 по 1998 год деревня входила в упразднённое Ченстоховское воеводство.